# Palacio de Velarde (Santillana del Mar)
El palacio de Velarde, también llamado palacio de las Arenas, es un edificio situado en la plaza de las Arenas de Santillana del Mar (Cantabria, España). Fue terminado a mediados del siglo XVI para Alonso de Velarde y actualmente está habilitado como museo.
Su arquitectura es del primer Renacimiento. Cuenta con ventanas ritmadas y una coronación de pináculos. La sala principal está guarnecida de un zócalo decorado con motivos platerescos.

## Historia
Fue edificado en el siglo XVI por Alonso Velarde, vástago de un poderoso linaje local. Era hermano menor de Rodrigo Fernández Velarde, que construyó la casa del Cantón en la misma villa, e hijo de otro Rodrigo o Ruy Fernández Velarde y de María Fernández de Villa, patronos de la capilla de San Juan de la Colegiata, que testaron en 1528. El palacio se sucedió en el linaje de Velarde y siguió en sus descendientes hasta principios del siglo XX. La última dueña hereditaria fue María García de la Llata, que en 1915 lo vendió al escritor Ricardo León. Después lo compró Fernando de la Cerda, duque de Parcent, que acometió una vasta rehabilitación. El duque murió sin hijos y heredó el palacio su viuda, Trinidad von Scholtz Hermensdorff, notable mecenas y coleccionista de arte. La duquesa dejó por heredera a su hija de un matrimonio anterior: María de la Piedad de Yturbe, marquesa de Belvís de las Navas, y de ésta hubo el palacio su hijo el príncipe Alfonso de Hohenlohe, fallecido en 2003. En 2008 fue puesto en venta por el célebre médico de la Universidad Yale, Francisco Guerra.